# 结古街道
结古街道（藏語：སྐྱེ་དགུ་མདོ་，威利转写：skye dgu mdo，藏语拼音：Gyêgu）是中国青海省玉树州玉树市下属街道办事处，是玉树政治、经济、文化之中心，2014年3月撤销结古镇设结古街道。2014年末，辖区面积有249.3公顷，共有7209户，29541人。

## 名称
“结古”在藏语中原称为“结古多”，是“货物集散地”的意思，长江正源通天河从它身边流过，它也成了长江流域中第一个人口密集的地方。

## 地理位置
位于玉树藏族自治州东部。人口2.3万，以藏族为主，也有汉族。藏族占总人口的79％。结古街道面积为807.7平方公里。

## 管辖范围
四至界限为东至玉树州藏医院，西至玉树市第三完全小学岔口中水路，南至巴曲河，北至北山根。辖区内有68家行政、企事业单位，寺院1座，学校5所，医院2所，同时是结古地区的商贸重地有康巴风情街、滨河休闲区、三江源商场、结古商城、玉树宾馆、玉树州博物馆等主要场所。结古街道办事处现有党政办、农牧办、财经办、综治办、城管办、社会事务办等八个办公室。

## 行政区划
结古街道下辖以下地区：
新建路社区、红卫路社区、民主路社区、扎西南路社区、仲多村、萨果贡村和杂从考村。

## 藏区东部货物集散中心
结古街道是唐蕃古道上的交通、军事、贸易重镇，历史十分悠久，自古以来便是西宁、康定、拉萨三地之间的贸易重地。

## 历史与传统文化
结古街道境内有贝纳沟文成公主庙，为中华人民共和国省级文物保护单位。还有在信教群众中享有盛名的新寨玛尼石堆。结古寺坐落在结古街道。
每年的7月25日是玉树藏族自治州举办的青海玉树赛马节，玉树州的康巴人都會来到结古，省州县及国外游客来此经商和观光。赛马节上，人们会展示自己的赛马技艺，晚间有盛大的篝火晚会，人们会表演民族舞蹈，一起庆祝节日。

## 2010年地震
2010年4月14日07时49分许，青海省玉树藏族自治州玉树县发生了强烈地震，地震的震中是结古镇。